# Mentat

Prin mentat se înțelege o profesiune și o disciplină din Universul Dune al scriitorului american Frank Herbert. Mentații sunt ființe umane care pot calcula cu viteza și precizia unor computere, având abilități cognitive și analitice de nivele extraordinare.

## Generalități
Conform romanelor lui Frank Herbert din seria Dune, în perioada care a urmat după războiul generalizat dintre oameni și mașinile gânditoare, cunoscut sub numele de Jihadul butlerian, se interzise crearea de mașini înzestrate cu rațiune. Disciplina acoperită de funcția de mentat fusese creată pentru realizarea de către oameni a calculelor ce fuseseră anterior rezervată mașinilor. Absolut similar, grupările numite Bene Gesserit și Spacing Guild preluaseră funcții ce fuseseră anterior războiului atribuite de asemenea mașinilor. Pentru întreaga perioadă scursă de la Jihadul butlerian până în prezentul descris în roman, societatea umană considerase și continua să considere mentații ca surse primordiale de logică și judecată.